# Hedevig Johanne Bagger
Hedevig Johanne Bagger, född november 1740 i Korsör, död 4 maj 1822 i Slagelse, var en dansk värdshusvärd och postmästare i Korsör, Slagelse.
Hon var dotter till köpman Rasmus Langeland (1712–1780) och Anne Marie Jensdatter (1714–1778). 1761 gifte hon sig med godsförvaltare Marcus Marcussen Bagger (död 1770). 
Bagger drev från 1775 det mest ansedda värdshuset i Korsör. Hon ansökte 1782 om att traktens postgång skulle utdelas med bas från hennes rörelse, och 1798 utnämndes hon till kunglig postmästare. Detta var unikt för hennes kön under denna tid: de få andra kvinnor som uppnått denna post hade ärvt den av sina makar, men Bagger var den enda kvinna som blivit utnämnd till denna post. Hon hade denna post till 1810.
Bagger är begraven på Vestre Kirkegård i Köpenhamn.